# 国際連合非自治地域リスト

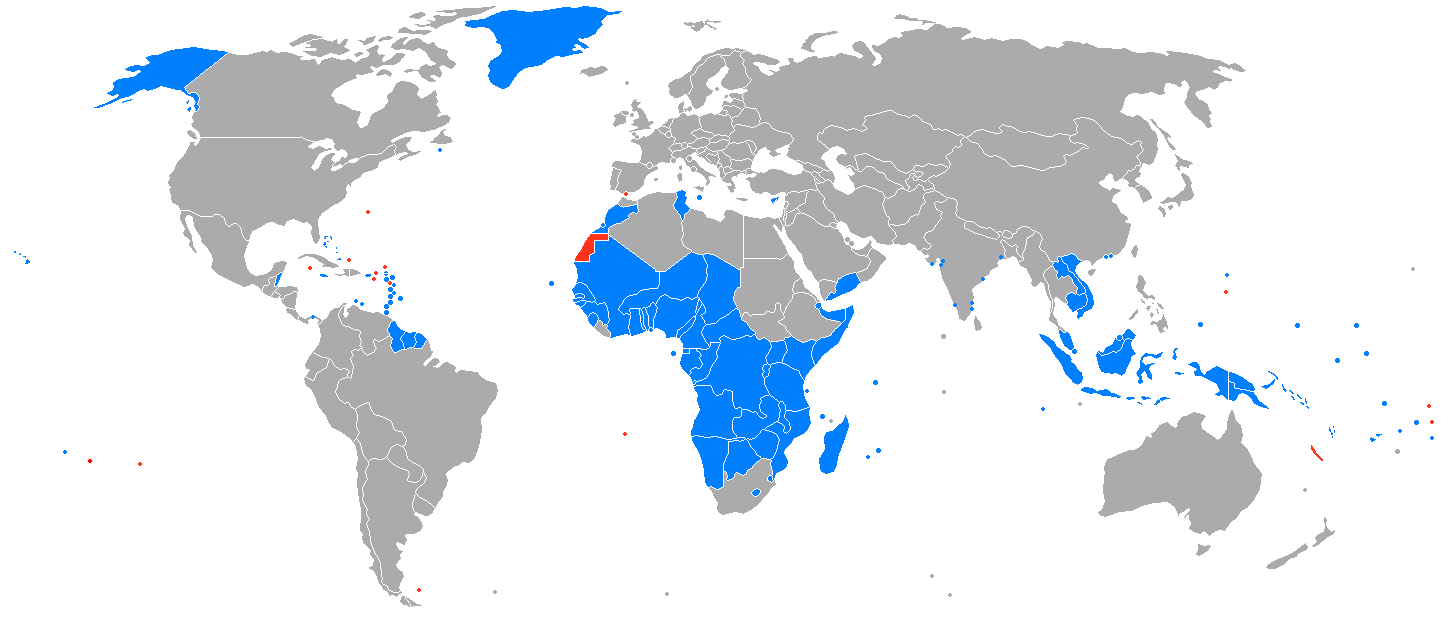
このリストに掲載されている・されていた地域
現在掲載されている地域
過去に掲載されていた地域

国際連合非自治地域リスト（こくさいれんごうひじちちいきりすと、英語: United Nations list of Non-Self-Governing Territories）は、国際連合が選出した世界の非自治地域の一覧である。

## 概要
1946年にこのリストは国際連合憲章第11章に従って、脱植民地化の過程を前提として準備された。国際連合では地域住民の権利の重要性に鑑み、これらの非自治地域を管理する国際連合加盟国に地域開発に関する年次報告の提出を義務付けている。
その後植民地独立宣言実施のための特別委員会（非植民地化特別委員会）の推薦を経て国際連合総会によって更新されている。典型的には地域が独立を果たした際や自治政府が確立された際などにリストから削除されたり、地域情勢の変化によって再調査の上でリストに追加された地域などがある。なお、このリストには有人地域のみが含まれる。

## 一覧

### 非自治地域リスト
| 州                   | 非自治地域                           | リスト |
| -------------------- | ------------------------------------ | --- |
| アフリカ             | 西サハラ                             | サハラ・アラブ民主共和国と モロッコが領有を主張しており、大半をモロッコが実効支配している。 |
| 大西洋・カリブ海地域 | アメリカ領ヴァージン諸島             | アメリカ合衆国の海外領土（自治的・未編入領域）。 |
| 大西洋・カリブ海地域 | アンギラ                             | イギリスの海外領土。1967年から1969年にかけて、当時成立したセントクリストファー＝ネイビス＝アンギラ自治領政府（現：セントクリストファー・ネイビス）との関係悪化により、独立を宣言していた。                       |
| 大西洋・カリブ海地域 | イギリス領ヴァージン諸島             | イギリスの海外領土。アメリカ領ヴァージン諸島と隣接。 |
| 大西洋・カリブ海地域 | ケイマン諸島                         | イギリスの海外領土。 |
| 大西洋・カリブ海地域 | セントヘレナ                         | （現： セントヘレナ・アセンションおよびトリスタンダクーニャ） - イギリスの海外領土。 |
| 大西洋・カリブ海地域 | タークス・カイコス諸島               | イギリスの海外領土。 |
| 大西洋・カリブ海地域 | バミューダ                           | イギリスの海外領土。1995年に同国からの独立を問う住民投票が実施されたが、否決された。 |
| 大西洋・カリブ海地域 | フォークランド諸島（マルビナス諸島） | イギリスの海外領土、 アルゼンチンも領有を主張。1982年には両国間でフォークランド紛争が発生した。 |
| 大西洋・カリブ海地域 | モントセラト                         | イギリスの海外領土。 |
| ヨーロッパ           | ジブラルタル                         | イギリスの海外領土、 スペインも領有を主張。2002年、イギリスとスペインによる共同主権が提案されたが、住民投票によって否決された。                                                                                  |
| アジア・太平洋地域   | アメリカ領サモア                     | アメリカ合衆国の海外領土（非自治的・未編入領域に区分されるが、自治が行われている）。サモア独立国と隣接。 トケラウはスウェインズ島の領有権を主張。                                                                |
| アジア・太平洋地域   | グアム                               | アメリカ合衆国の海外領土（自治的・未編入領域）。アメリカ合衆国のコモンウェルスである北マリアナ諸島と隣接。 |
| アジア・太平洋地域   | トケラウ                             | ニュージーランド領。2006年、および2007年に自由連合国への移行を問う住民投票が実施されたが、否決された。 |
| アジア・太平洋地域   | ニューカレドニア                     | フランスの海外領土。フランスからの独立闘争を経て、2018年と2020年、2021年に独立の是非を問う住民投票が行われたが、いずれも否決された。2021年投票は実施時期をめぐって独立派が反発し、投票結果を認めない動きもある。 |
| アジア・太平洋地域   | ピトケアン諸島                       | イギリスの海外領土。 |
| アジア・太平洋地域   | フランス領ポリネシア                 | フランスの海外領土。ナウル、ツバル、ソロモン諸島によって国連総会に提案され、2013年5月18日に再びリストに掲載されることが決議された。                                                                              |

### 過去にリストに載っていた地域
以下に載っている地域は、過去にこの国際連合非自治地域リストに掲載されていた地域である。

#### 状況の変化により削除された地域
格上げや自治権の獲得など、状況が変化したためリストから削除された地域。
| 削除された地域                                                                                 | 削除年 | 事由                                                                   |
| ---------------------------------------------------------------------------------------------- | ------ | ---------------------------------------------------------------------- |
| アラスカ準州                                                                                   | 1959年 | アメリカ合衆国の州に格上げされアラスカ州となったため。                 |
| イフニ（スペイン領）                                                                           | 1969年 | モロッコに返還されたため。                                             |
| オランダ領アンティル                                                                           | 1953年 | 1954年に オランダの海外領土となった。                                  |
| 北マリアナ諸島（アメリカ領）                                                                   | 1990年 | 1986年にコモンウェルスに格上げされたため。                             |
| グアドループ                                                                                   | 1947年 | 1946年に フランスの海外県となったため。                                |
| クック諸島（ ニュージーランド領）                                                              | 1965年 | 自治権獲得により。                                                     |
| グリーンランド（ デンマーク領）                                                                | 1954年 | 1953年の自治権獲得により。                                             |
| ゴア（ ポルトガル領）                                                                          | 1961年 | インドに併合されたため。                                               |
| ココス諸島（ オーストラリア領）                                                                | 1984年 |                                                                        |
| サン・ジョアン・バプティスタ・デ・アジュダ（ポルトガル領）                                     | 1961年 | ダホメ（1975年に国名をベナンに変更）が武力接収したため。               |
| サンピエール島・ミクロン島（フランス領）                                                       | 1947年 |                                                                        |
| スリナム（オランダ領）                                                                         | 1953年 | 1954年、自治権を獲得。1975年に完全独立。                               |
| ダマンおよびディーウ（ポルトガル領）                                                           | 1961年 | インドに併合されたため。                                               |
| ニウエ（ ニュージーランド領）                                                                  | 1974年 | 自治権獲得により。                                                     |
| パナマ運河地帯（ アメリカ合衆国領）                                                            | 1947年 | 削除に対し パナマはリストに再び掲載するよう要求。現在は パナマに返還。 |
| ハワイ準州                                                                                     | 1959年 | アメリカ合衆国の州に格上げされハワイ州となったため。                   |
| プエルトリコ（ アメリカ合衆国領）                                                              | 1953年 | 1952年に内政自治権を獲得したため。                                     |
| フランスのインド植民地（現在のポンディシェリ連邦直轄領、シャンデルナゴル）                     | 1947年 | 現在は インドの一部。                                                  |
| フランスのオセアニア植民地（現在の フランス領ポリネシア、 ウォリス・フツナ、ニューカレドニア） | 1947年 |                                                                        |
| フランス領ギアナ                                                                               | 1947年 | 1946年3月19日、フランスの海外県に格上げされたため。                    |
| 香港（ イギリス領）                                                                            | 1972年 | 中華人民共和国の要求により。1997年、 中国香港特別行政区となる。        |
| マカオ（ ポルトガル領）                                                                        | 1972年 | 中華人民共和国の要求により。1999年、 中国マカオ特別行政区となる。      |
| マルティニーク（ フランス領）                                                                  | 1947年 | 1946年にフランスの海外県となったため。                                 |
| レユニオン（ フランス領）                                                                      | 1947年 | 1946年にフランスの海外県に格上げされたため。                           |

#### 独立により削除された地域
完全独立によりリストから削除された地域。
- アデン国 - 1967年、「南イエメン」としてイギリスから独立。現在はイエメンの一部。
- アンゴラ - 1975年、ポルトガルから独立。
- アンティグア・バーブーダ - 1981年、イギリスから独立。
- イギリス領ガイアナ - 1966年、「ガイアナ」としてイギリスから独立。
- イギリス領ゴールドコースト - 1957年、「 ガーナ」としてイギリスから独立。
- イギリス領ソマリランド - 1960年6月26日、「ソマリランド国」としてイギリスから独立、同年7月1日にイタリア信託統治領ソマリアと合邦、 ソマリアとなる。1991年5月にソマリランド共和国としてソマリアから再独立を宣言。
- イギリス領トーゴランド - 1961年、 ガーナの一部としてイギリスから独立。
- イギリス領ホンジュラス - 1981年、「ベリーズ」としてイギリスから独立。
- ウガンダ - 1962年、イギリスから独立。
- ウバンギ・シャリ - 1960年、「中央アフリカ共和国」としてフランスから独立。
- エリス諸島 - 1978年、「ツバル」としてイギリスから独立。
- オランダ領ニューギニア - 1963年、インドネシアに併合（現パプア州）。
- オランダ領東インド - 1949年、「インドネシア連邦共和国」（現インドネシア）としてオランダから独立。
- カーボベルデ - 1975年、ポルトガルから独立。
- カメルーン（イギリス委任統治領） - 1961年、北部はナイジェリアと合併、南部はカメルーン（旧フランス領）と合併。
- カメルーン（フランス委任統治領） - 1960年、フランスから独立。
- ガンビア - 1965年、「」イギリスから独立。
- カンボジア（旧フランス領インドシナ） - 1953年、フランスから独立。
- 北ボルネオ（サバ） - 1963年、マラヤ連邦と統合、マレーシアを結成。
- 北ローデシア - 1964年、「ザンビア共和国」としてイギリスから独立。
- ギニア - 1958年、フランスから独立。
- キプロス - 1960年、 「」イギリスから独立。
- ギルバート諸島 - 1979年、「キリバス共和国」としてイギリスから独立。
- グレナダ - 1974年、「」イギリスから独立。
- ケニア - 1963年、「」イギリスから独立。
- コモロ - 1975年、フランスから独立。
- コンゴ - 1960年、フランスから独立。
- サラワク - 1963年、マラヤ連邦と統合、マレーシアを結成。
- ザンジバル - 1963年、イギリスから独立。現在はタンザニアの一部。
- サントメ・プリンシペ - 1975年、ポルトガルから独立。
- シエラレオネ - 1961年、「」イギリスから独立。
- ジャマイカ - 1962年、「」イギリスから独立。
- シンガポール - 1963年、マラヤ連邦と統合、マレーシアを結成。1965年、「シンガポール共和国」として独立。
- エスワティニ - 1968年、イギリスから独立。
- セーシェル - 1976年、「」イギリスから独立。
- セントクリストファー＝ネイビス＝アンギラ - 1983年、「セントクリストファー・ネイビス(アンギラを除く)」としてイギリスから独立。
- セントビンセント島 - 1979年、「セントビンセントおよびグレナディーン諸島」としてイギリスから独立。
- セントルシア - 1979年、「」イギリスから独立。
- ソマリランド - 1960年、ソマリアの一部としてイタリアから独立。
- ソロモン諸島保護領 - 1978年7月7日、 「」イギリスから独立。
- タンガニーカ - 1961年、イギリスから独立。現在はタンザニアの一部。
- チュニジア - 1956年、「チュニジア共和国」としてフランスから独立。
- ドミニカ - 1978年、「」イギリスから独立。
- トリニダード・トバゴ - 1962年、「」イギリスから独立。
- ナイジェリア - 1960年、「ナイジェリア連邦共和国」としてイギリスから独立。
- ナウル - 1968年、「」イギリス・オーストラリア・ニュージーランドによる信託統治から独立。
- 南西アフリカ - 1990年3月21日、「ナミビア共和国」として南アフリカ共和国から独立。
- 西サモア - 1962年、ニュージーランドから独立（1997年、サモアに名称変更）。
- ニヤサランド - 1964年、「マラウイ共和国」としてイギリスから独立。
- ニューギニア - 1975年、「パプアニューギニア独立国」の一部としてオーストラリアから独立。
- ニューヘブリディーズ - 1980年、「バヌアツ共和国」としてイギリス・フランス共同統治から独立。
- バストランド - 1966年、「レソト王国」としてイギリスから独立。
- バハマ - 1973年、「」イギリスから独立。
- パプア - 1975年、「パプアニューギニア独立国」としてオーストラリアから独立。
- パラオ - 1994年、アメリカ合衆国から独立。
- バルバドス - 1966年、「」イギリスから独立。
- 東ティモール - 2002年5月20日、インドネシアの占領・実効支配から独立（名目的にはポルトガルの海外領土（ポルトガル領ティモール）から独立）。
- フィジー諸島 - 1970年、」イギリスから独立。
- フェルナンド・ポー県（ビオコ島）およびリオムニ県（ムビニ）（旧スペイン領ギニア） - 1968年、「赤道ギニア共和国」としてスペインから独立。
- フランス領スーダン - 1960年、「マリ連邦」としてフランスから独立。その後すぐに「マリ共和国」と「セネガル共和国」に分離。
- フランス領赤道アフリカ - 1960年、「チャド共和国」、「ガボン共和国」としてそれぞれフランスから独立。
- フランス領ソマリランド（フランス領アファル・イッサ） - 1977年、「ジブチ共和国」としてフランスから独立。
- フランス領トーゴランド - 1960年、「トーゴ共和国」としてフランスから独立。
- フランス領西アフリカ - 1960年、「ダホメ共和国」としてフランスから独立。現在の国名は「ベナン共和国」。
- フランス領ニジェール - 1960年、「ニジェール」としてフランスから独立。
- ブルネイ - 1984年、イギリスから独立。
- ベチュアナランド - 1966年、「ボツワナ」としてイギリスから独立。
- 北ベトナム・南ベトナム（旧フランス領インドシナ） - 1954年、フランスから独立。1976年以降は「ベトナム社会主義共和国」。
- ベルギー領コンゴ - 1960年、ベルギーから独立。現在の国名は「コンゴ民主共和国」。
- ポルトガル領ギニア - 1973年、「ギニアビサウ共和国」としてポルトガルから独立。
- マーシャル諸島 - 1990年、アメリカ合衆国から独立。
- マダガスカル - 1960年、フランスから独立。
- イギリス領マラヤ - 1957年、イギリスから独立。現在はマレーシアの一部。
- マルタ - 1964年、「」イギリスから独立。
- ミクロネシア - 1990年、アメリカ合衆国から独立。
- 南ローデシア - 1980年、「ジンバブエ共和国」として独立。
- モーリシャス - 1968年、「」イギリスから独立。
- モザンビーク - 1975年、ポルトガルから独立。
- モロッコ - 1956年、フランスから独立。但し、一部はスペインの海外領土だった地域も存在する。
- ラオス（旧フランス領インドシナ） - 1953年、ラオス王国としてフランスから独立。
- ルアンダ＝ウルンディ - 1962年、「ルワンダ共和国」と「ブルンジ王国（のちブルンジ共和国）」としてベルギーから独立。